# Alangium salviifolium
Alangium salviifolium är en kornellväxtart. Alangium salviifolium ingår i släktet Alangium och familjen kornellväxter.

## Underarter
Arten delas in i följande underarter:
- A. s. hexapetalum
- A. s. salviifolium

## Bildgalleri

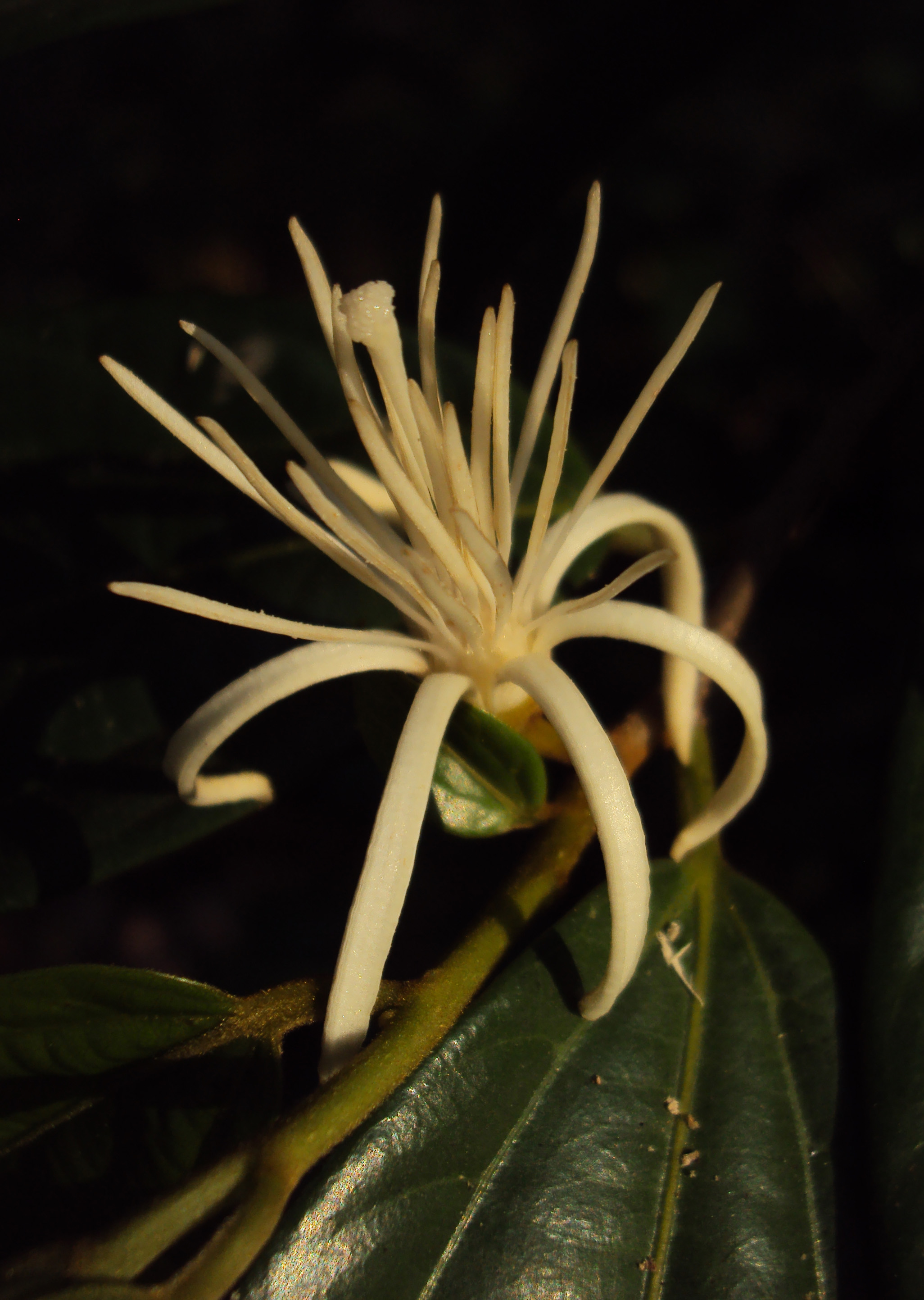
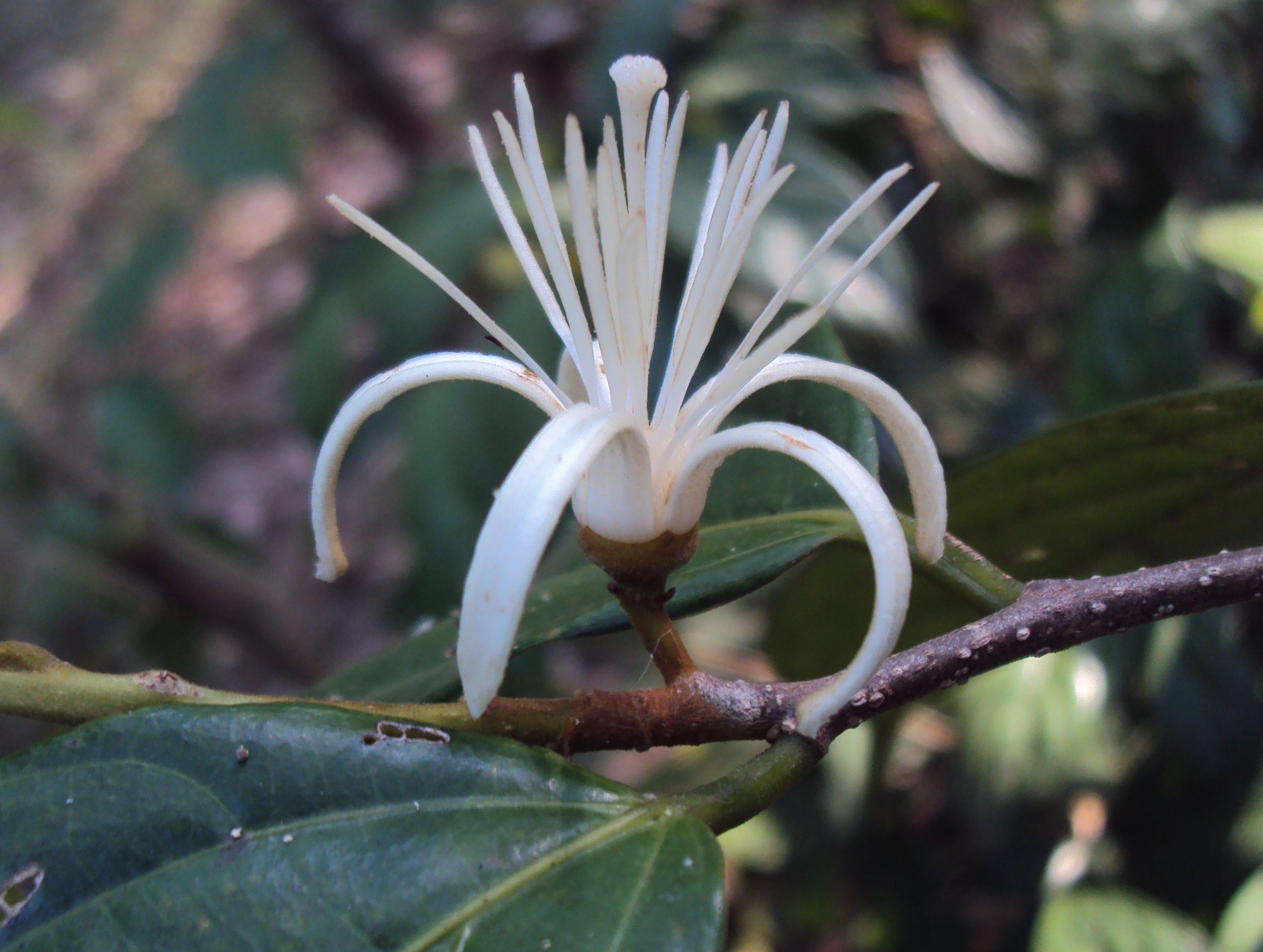
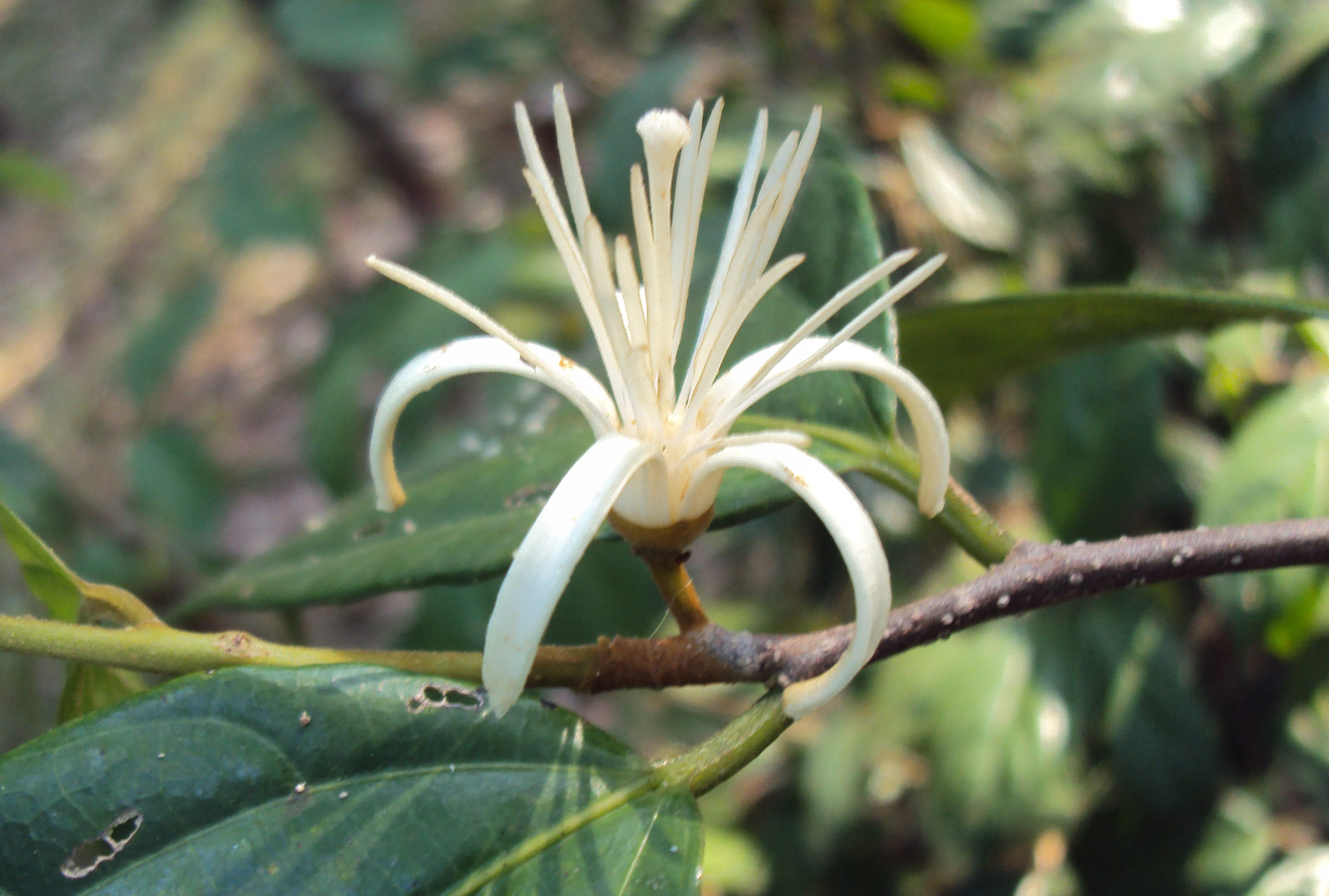
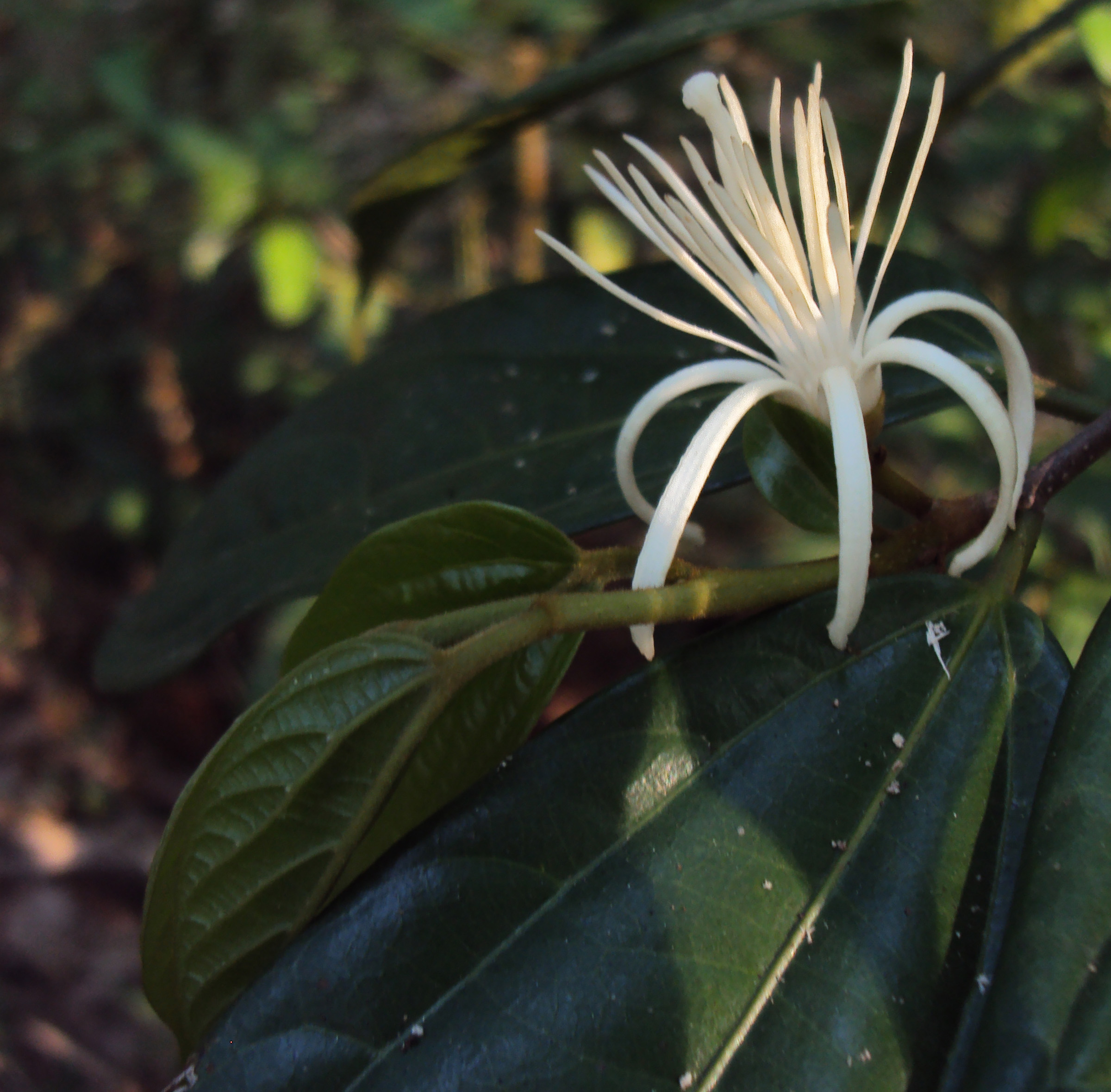
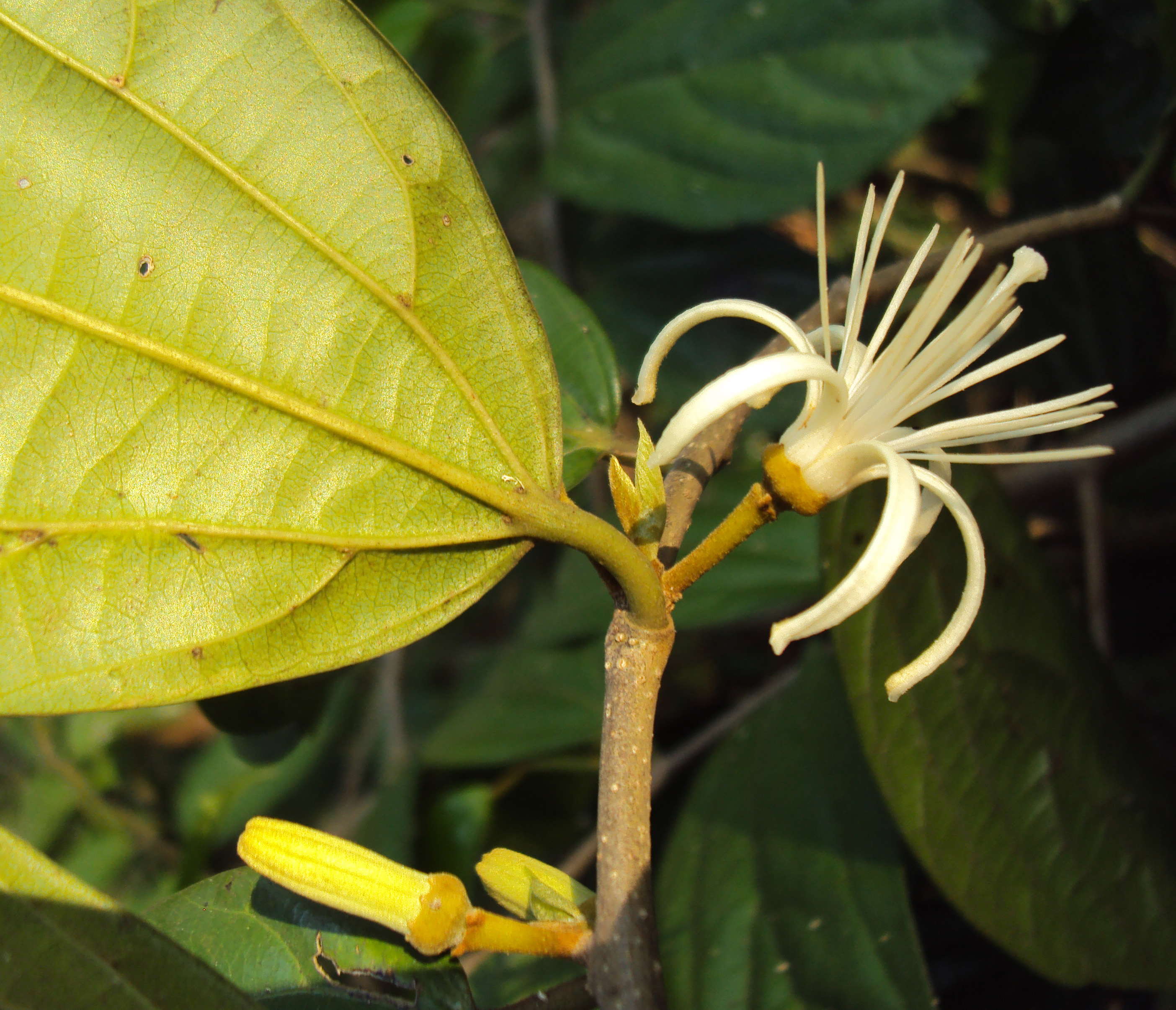
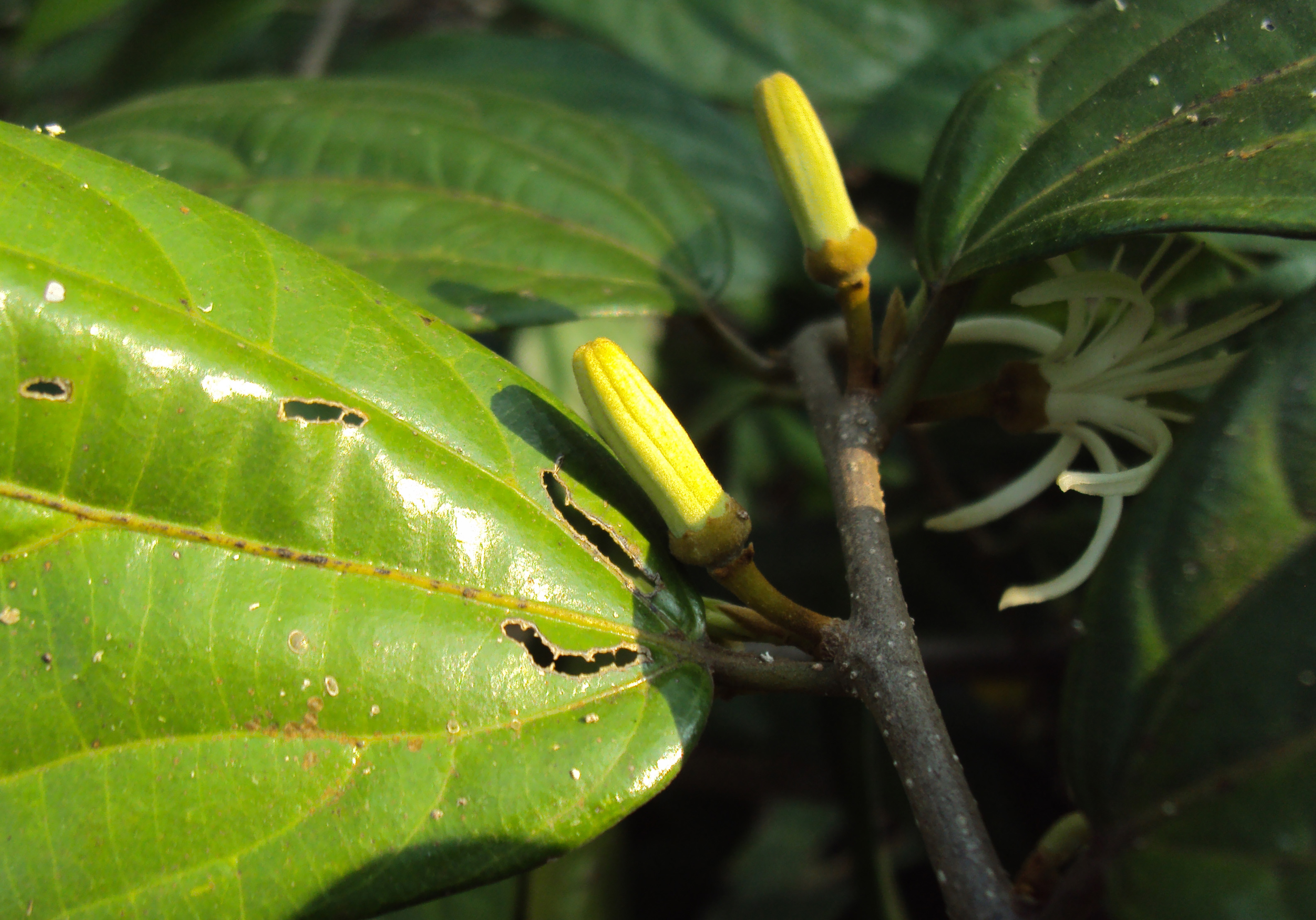